# Thyonidium rigidum
Thyonidium rigidum is een zeekomkommer uit de familie Cucumariidae.
De wetenschappelijke naam van de soort werd in 1894 gepubliceerd door Carel Philip Sluiter.